# ジャン・ジョフロワ (画家)
ジャン・ジョフロワ（Henri-Jules-Jean Geoffroy、1853年3月1日 - 1924年12月15日）はフランスの画家、イラストレーターである。子供を題材にした風俗画を多く描いた。ジョー（ "Geo": 発音 [ʒo])というペンネームでイラストレーターとしても活動した。

## 略歴
シャラント＝マリティーム県のマレンヌで生まれた。父親は仕立て屋、衣装デザイナーで、母親の父親はイギリス人画家の娘だった。ジョフロワが2歳の時、家族はパリに移り、パリで育った。1871年にパリ国立高等美術学校に入学し、レオン・ボナに学んだ後、ウジェーヌ・ルバッソールやアドルフ・イヴォンに学んだ。1874年から展覧会に出展をはじめ、フランス芸術家協会の展覧会に出展し、1883年にフランス芸術家協会の会員になった。1881年まではエミール・ビンのもとで修行を続けた。
駆け出しの画家だったころ、私立の学校があったアパートの上の階に教師たちと一緒に住んでいて、子供たちの日常を描くようになった。1876年頃に編集者のピエール＝ジュール・エッツェルと知り合い、子供向けの書籍のイラストレーターの仕事をはじめ、1880年からは「Géo」の名前でイラストを発表した。1885年にレジオンドヌール勲章（シュバリエ）を受勲した。
材木商で美術収集家、アルスナル建築博物館(Pavillon de l'Arsenal)を設立したローラン＝ルイス・ボルニッシュ(Laurent-Louis Borniche)の支援を受けていた。1900年のパリ万国博覧会で金メダルを受賞した。 

## 作品

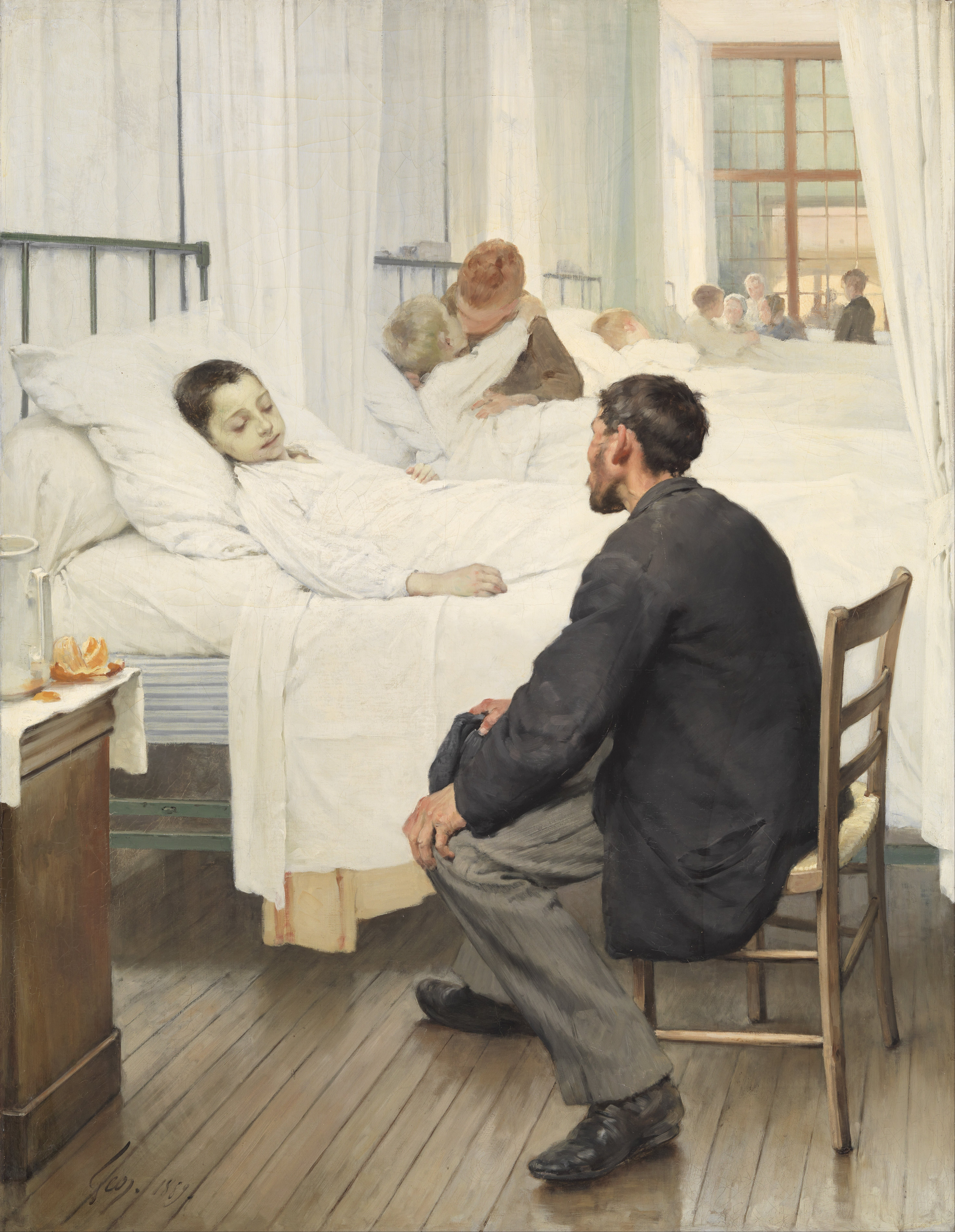
病院の面会日
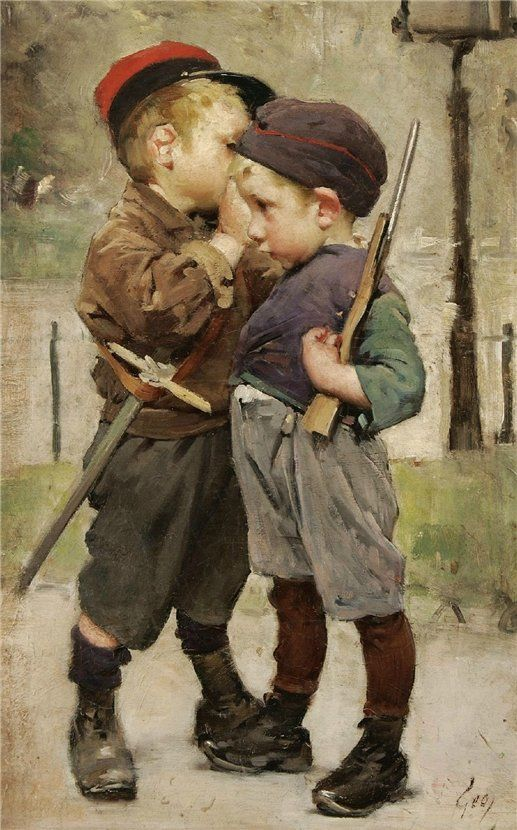
「命令」
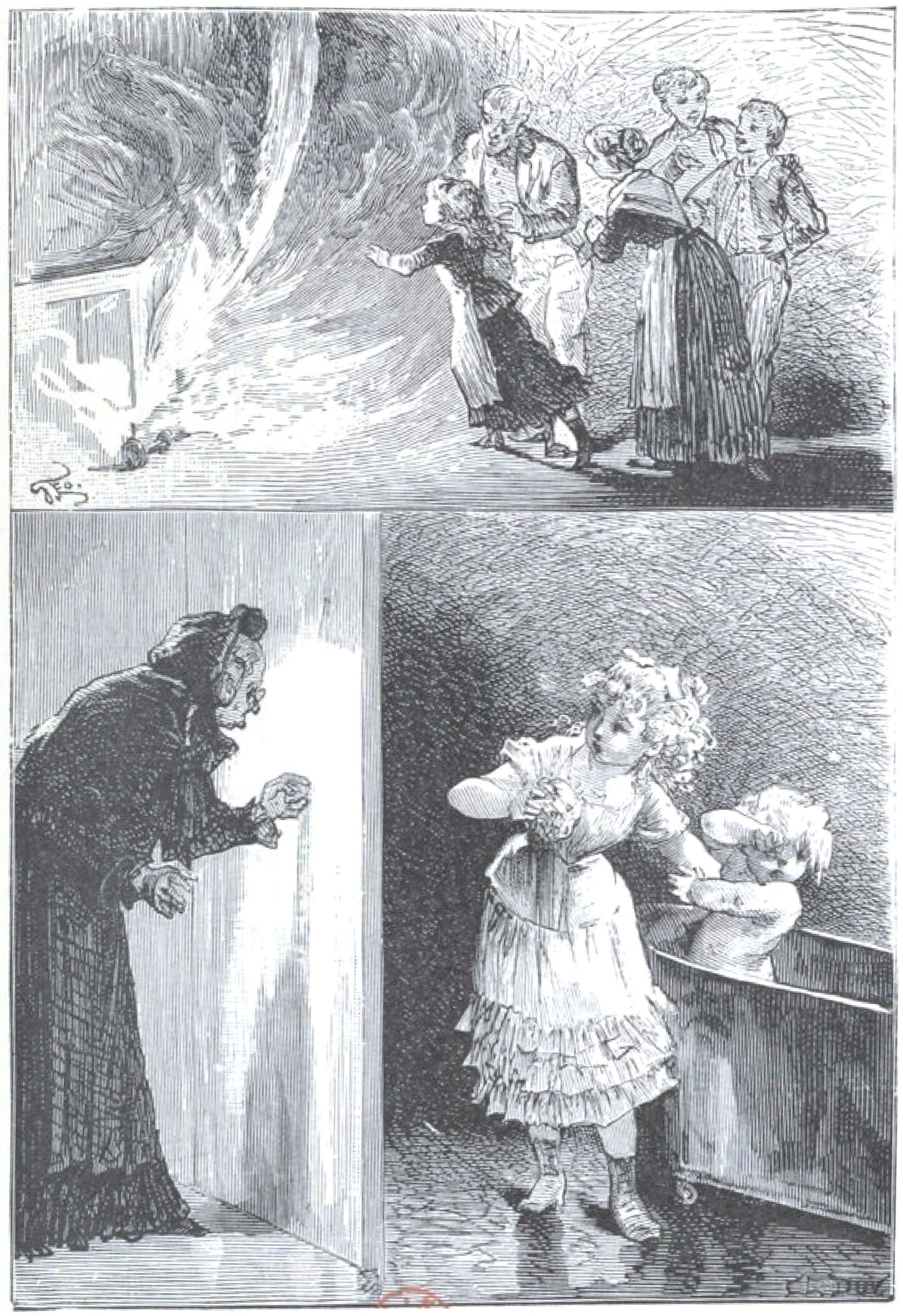
書籍挿絵
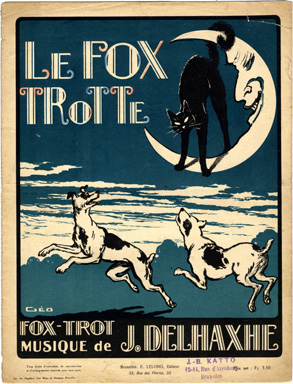
ポスター

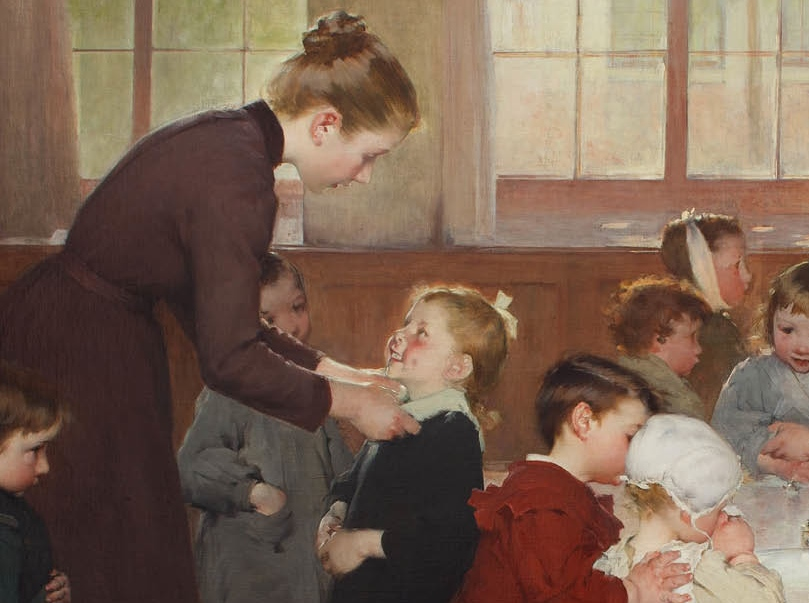
「学校で」(c.1900)
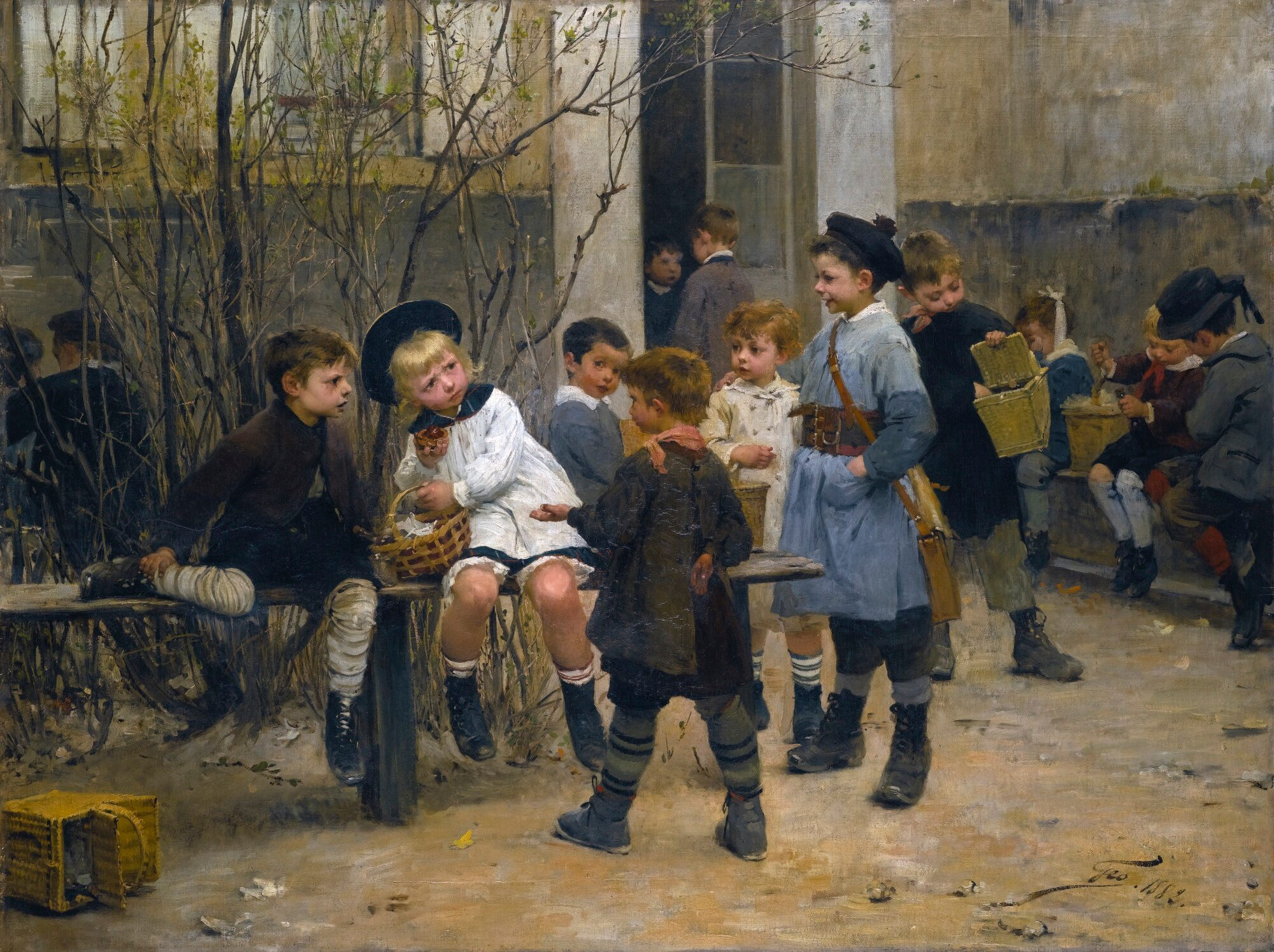
お茶の時間
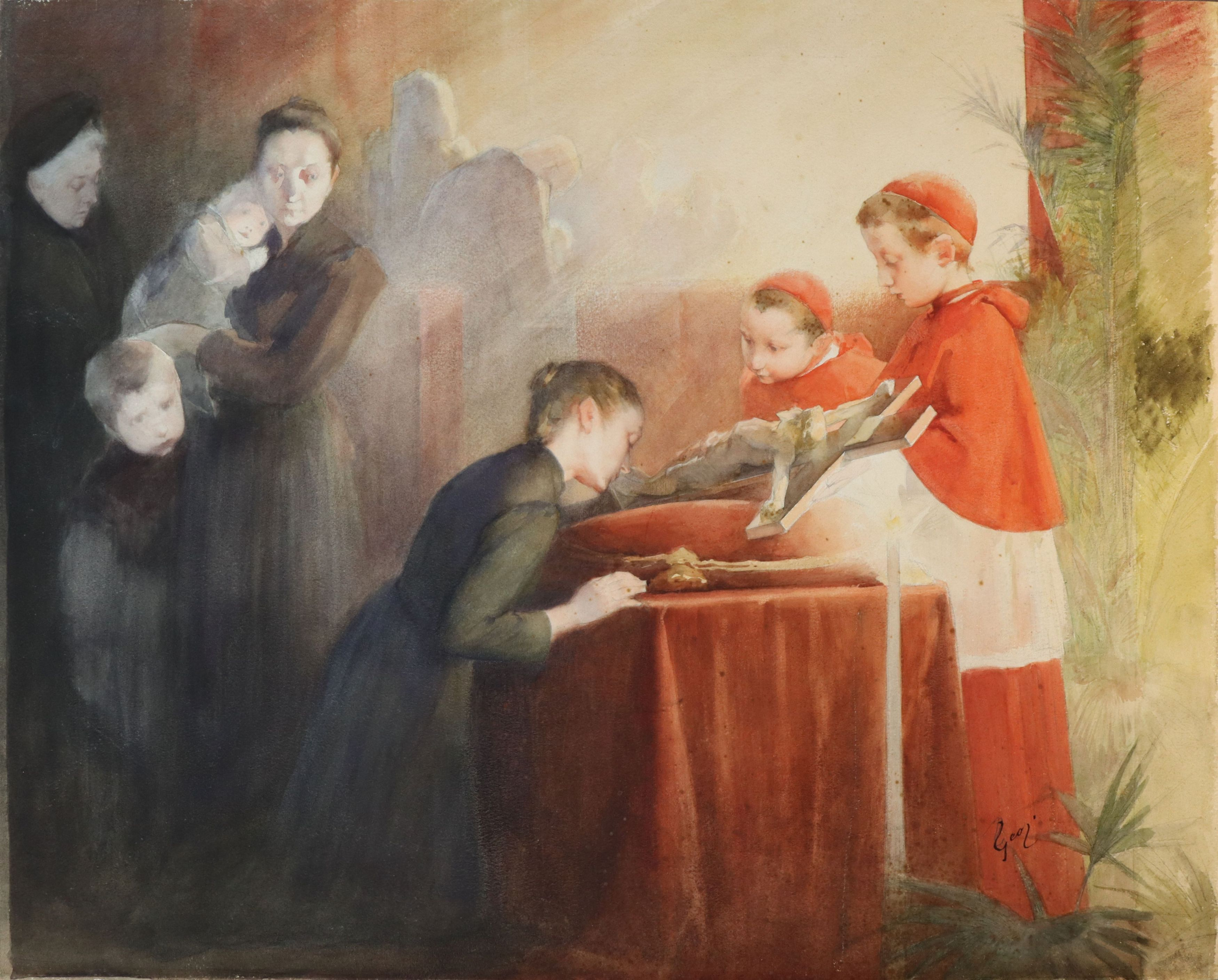
お祈りの時間

## 関連文献
- Geoffroy, peintre de l'enfance, Exhibition catalog, Musée national de l'Éducation（）, 1984.
- Maryse Aleksandrowski, Alain Mathieu, Dominique Lobstein; Henry Jules Jean Geoffroy, dit Géo 1853-1924, éditions Librairie des Musées, 2012 ISBN 978-2-35404-030-7
- Dominique Lobstein|; Jean Geoffroy, dit Géo, Musées de la ville de Saintes, 2015